# Hans Schütt (Politiker)
Hans Schütt (* 14. April 1901 in Fulda; † 28. September 1986 in Uelzen) war ein deutscher Politiker (GB/BHE) und Mitglied des Niedersächsischen Landtages.

## Leben
Hans Schütt war Bürgermeister und Gemeindedirektor. Er rückte für Horst Haasler in den Niedersächsischen Landtag nach und war dort Abgeordneter vom 5. Februar 1955 bis 5. Mai 1955 (2. Wahlperiode).